# RS-24 Jars
L'RS-24 Jars (in cirillico: PC-24 Ярс; nome in codice NATO: SS-27 Mod 2 o SS-29 Sickle C), noto anche come Topol-MR, è un missile balistico intercontinentale, mobile o da silo, a propellente solido, di fabbricazione russa, equipaggiato con testate termonucleari multiple ed in servizio attivo nelle forze aerospaziali russe.
Progettato dal MITT di Mosca quale nuova versione del Topol-M e schierato in risposta al dispiegamento dello scudo missilistico statunitense su suolo europeo, lo Jars è entrato in servizio con le forze aerospaziali nel 2010, nelle quali è destinato a sostituire gli ormai obsoleti R-36 ed UR-100N. Sottoposto a test per la prima volta il 29 maggio 2007, è armato con almeno 4 testate indipendenti.
Secondo quanto dichiarato dal comandante delle Forze missilistiche strategiche, colonnello generale Sergej Karakaev, al novembre 2019 sono stati immessi in servizio più di 150 sistemi Jars, mentre, entro il 2024, si stima che ne saranno riarmate tutte le unità missilistiche strategiche. Al marzo 2020, secondo fonti specializzate, sarebbero in servizio 126 RS-24 in versione mobile e 14 da silo.
Una nuova versione, denominata Jars-S, dalle caratteristiche non divulgate, è stata introdotta a partire dal 2018.
Il 1 marzo 2024, è stato condotto con successo un lancio di addestramento del missile balistico ICBM RS-24 Yars dal cosmodromo di prova statale di Plesetsk.
Il 18 maggio 2025 è fallito un lancio addestrativo del missile dalle zone di Svobodny nella regione di Sverdlovsk.